# Nils Tornblad
Nils Ragnar Tornblad, född 7 juni 1918 i Stockholm, död 3 april 1991, var en svensk inredningsarkitekt. 
Tornblad, som var son till fabrikör Edwin Tornblad och Emma Eriksson, utexaminerades från Staatliche Kunstgewerbeschule i Tyskland 1939. Han bedrev egen verksamhet som konsulterande inredningsarkitekt med inriktning på köksplanering för restauranger, barer och mässar 1942–1953 och från 1955 (han var anställd av AB Robert Ditzinger 1954). Han ritade, konstruerade och grundade ett flertal snack- och grillbarer i Stockholm. Han var innehavare av restaurang Biffi på Jakobsbergsgatan 27 i Stockholm från 1953 och restaurang Bino på Artillerigatan 14 i samma stad från 1954. Tornblad är begravd på Norra begravningsplatsen utanför Stockholm.